# 조지 밋첼

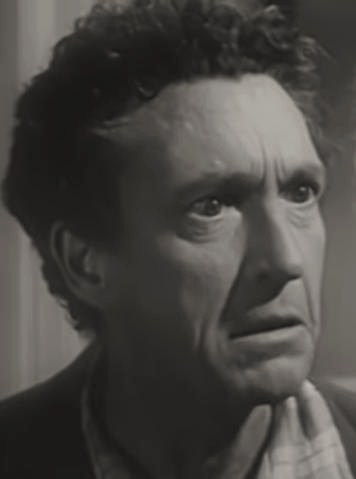

조지 미첼(George Mitchell, 1905년 2월 21일 ~ 1972년 1월 18일)은 미국의 배우이다.
뉴욕에서 태어났으며 워싱턴 D.C.에서 사망하였다.

## 출연 작품

### 영화
- 비하인드 더 마스크 (1946)
- 안드로메다의 위기 (1971)